# Верхняя Бавария (герцогство)
Герцогство Верхняя Бавария (нем. Herzogtum Oberbayern) — герцогство в составе Священной Римской империи, существовавшее в 1255—1340 и 1349—1363 годах.

## История

### Первое создание
Верхнебаварское герцогство было образовано в 1255 году в результате раздела владений герцога Оттона II между его сыновьями: Генрих получил Нижнюю Баварию, а Людвиг — Верхнюю (с Пфальцем).
После угасания нижнебаварской линии Виттельсбахов Людвигу IV удалось в 1340 году вновь объединить баварские владения семьи в единое целое.

### Второе создание
Когда в 1347 году умер император Людвиг IV, то сначала его шестеро сыновей правили его владениями совместно, а затем, по Ландсбергскому договору 1349 года, наследство было разделено, и Верхнюю Баварию получили Людвиг V, Людвиг VI и Оттон V (двое последних обменяли в 1351 году у Людвига V свои доли наследства в Верхней Баварии на Бранденбургскую и Лужицкую марки).
Когда в 1363 году неожиданно скончался герцог Мейнхард III, не оставив наследника, то Верхняя Бавария была присоединена к Баварско-Ландсхутскому герцогству.

## Герцоги Верхней Баварии

### Первое создание
- Людвиг II (1255—1294)
- Рудольф I (1294—1317)
- Людвиг IV (1317—1340)

### Второе создание
- Людвиг V (1349—1361)
  - Людвиг VI (1349—1351)
  - Оттон V (1349—1351)
- Мейнхард III (1361—1363)